# Francesco Besso
Francesco Besso (Vignale Monferrato, 1921 – Rodi, 27 febbraio 1945) è stato un partigiano italiano.

## Biografia

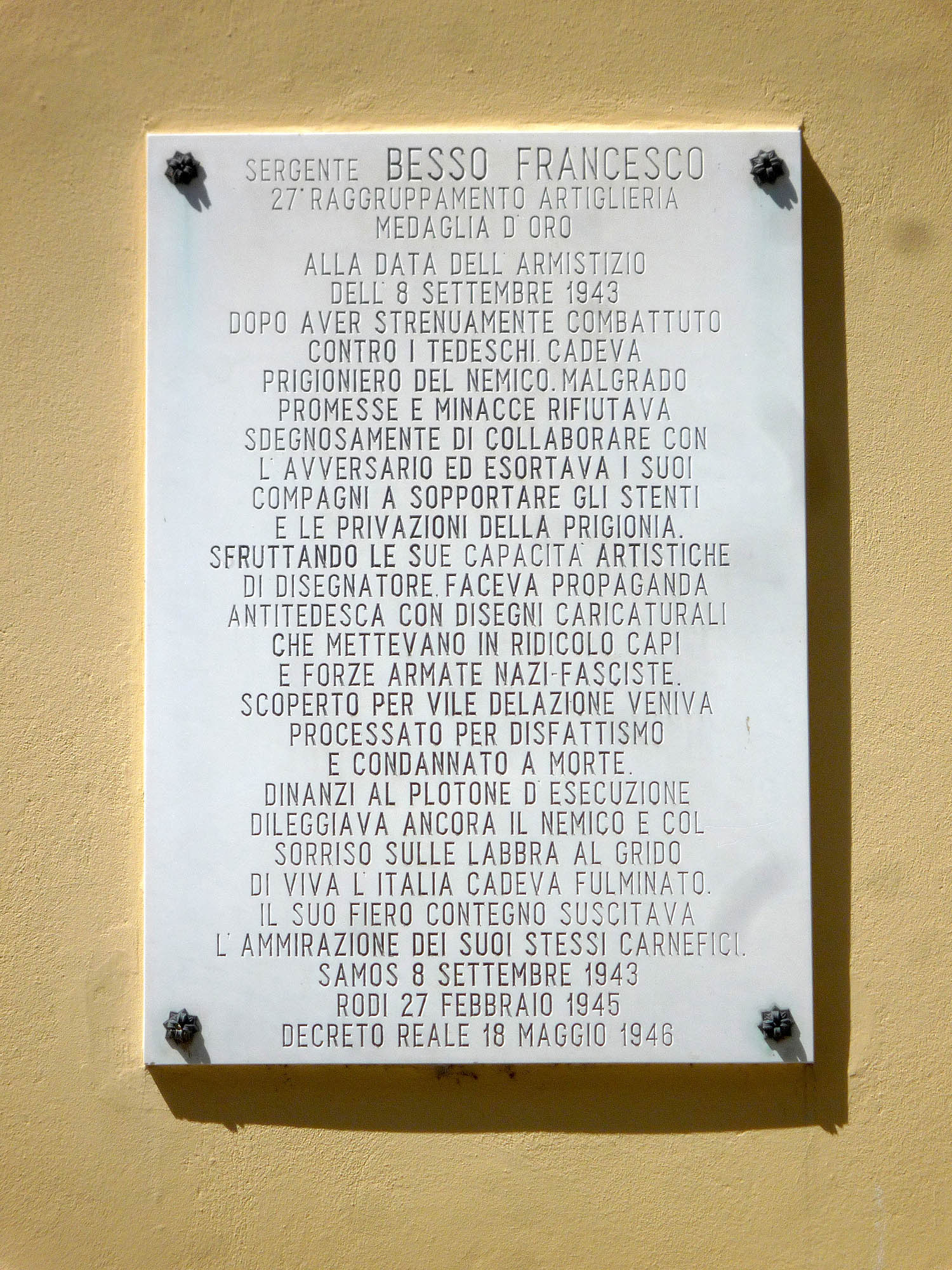
Vignale (AL), via Bergamaschino: lapide ricordo di Francesco Besso, affissa sulla parete esterna della scuola media a lui intitolata.

Milanese di adozione, durante la Seconda guerra mondiale era stato chiamato alle armi e mandato nell'Egeo, a Rodi, come sergente del 27º Raggruppamento Artiglieria. Dopo l'armistizio fu catturato dai tedeschi, che avevano avuto la meglio su una breve, scoordinata resistenza tentata dalle truppe italiane. Rinchiuso in un campo di internamento dell'isola, Besso, mettendo a frutto le sue capacità di disegnatore satirico, si impegnò in un'attività di propaganda antinazista tra i suoi commilitoni prigionieri. Scoperto dai tedeschi, il giovane sergente fu processato, con l'accusa di aver oltraggiato Hitler, e condannato a morte. Neppure prima dell'esecuzione il suo sarcasmo venne meno. Alla richiesta se volesse esprimere un ultimo desiderio, si racconta rispondesse: "Certo, vorrei che mi faceste vedere un po' di pane".

## Onorificenze

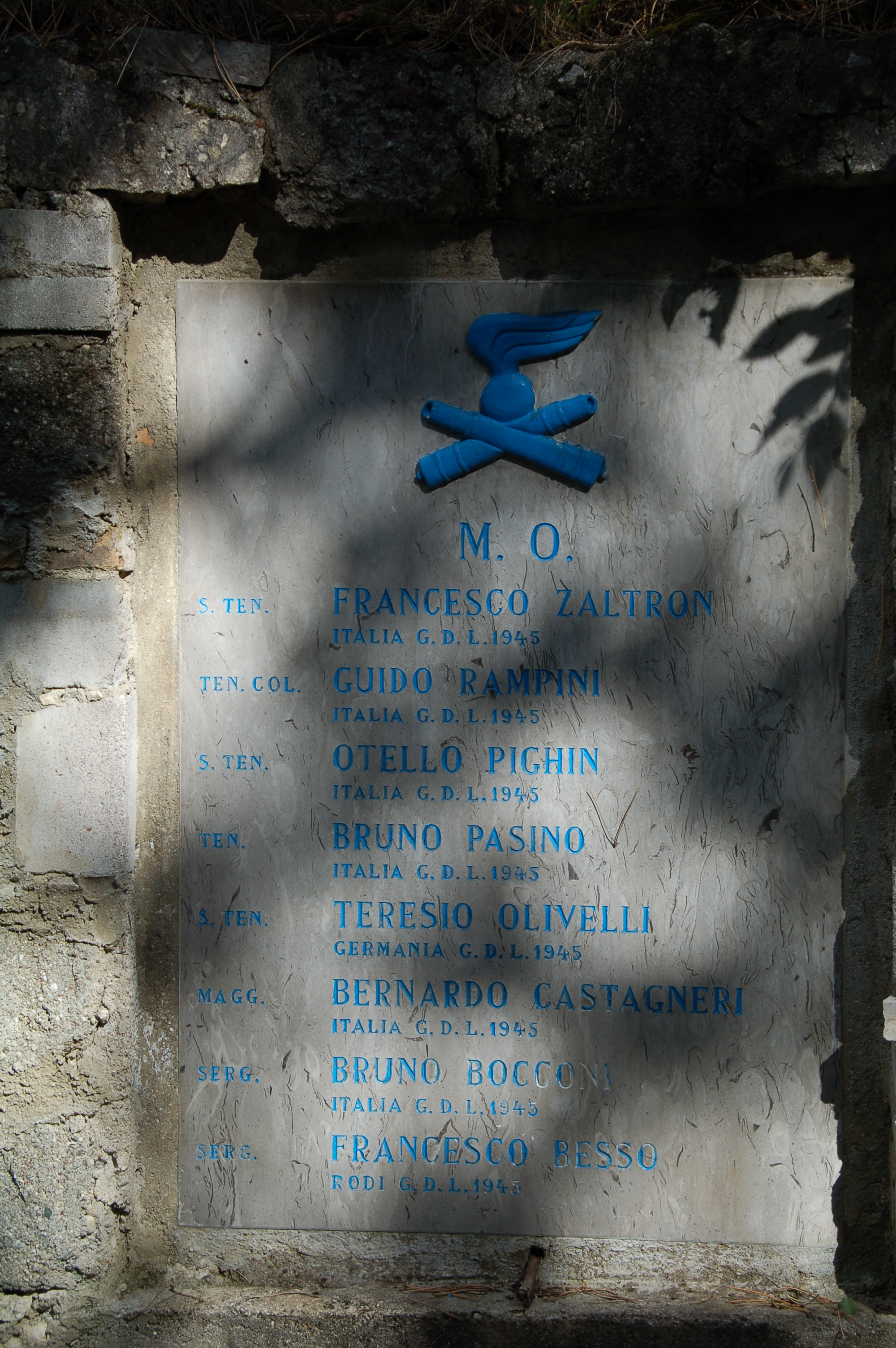
Lapide in memoria di Besso e altri partigiani a Rovereto

Una lapide a Rovereto lo ricorda insieme a Guido Rampini, Otello Pighin, Bruno Pasino, Teresio Olivelli, Bernardo Castagneri, Bruno Bocconi e Francesco Zaltron.